# Ernesto Cisneros
Ernesto Cisneros Salcedo (né le 27 octobre 1940 à Guadalajara au Mexique) est un joueur de football international mexicain, qui évoluait au poste d'attaquant, avant de devenir entraîneur.

## Biographie

### Carrière de joueur

#### Carrière en sélection
Avec l'équipe du Mexique, il joue 38 matchs (pour 11 buts inscrits) entre 1965 et 1970. 
Il figure dans le groupe des sélectionnés lors de la coupe du monde de 1966. Lors du mondial 1966, il joue un match face à l'Uruguay.
Il participe également aux JO de 1964. Lors du tournoi olympique organisé à Tokyo, il joue deux matchs.

### Carrière d'entraîneur
Il entraîne brièvement le club du Atlante en 1978.

## Palmarès
Atlas
- Coupe du Mexique (1) :
  - Vainqueur : 1961-62.